# 서울윤중초등학교
서울윤중초등학교(서울輪中初等學校)는 대한민국 서울특별시 영등포구에 있는 공립 초등학교이다.

## 학교 연혁
- 1980년 4월 4일 서울윤중국민학교로 개교
- 1996년 3월 2일 서울윤중초등학교로 교명 개칭
- 2005년 3월 1일 제1회 입학거행(924명)
- 2012년 2월 27일: 제4회 졸업식(932명)
- 2016년 3월 1일: 서울형 혁신학교 재지정
- 2018년 9월 24일: 급식왕 출연
- 2019년 3월 22일: 제2회 입학식(913명)
- 2021년 3월 29일: 제3회 입학식(623명)

## 참고 자료
- 서울윤중초등학교 - 한국교육학술정보원 학교알리미

```
2019~2020석면공사,화장실공사 실시
```